# いつもどこかで (テレビ番組)
『いつもどこかで』は、2006年4月1日から2008年3月29日まで、奈良テレビで毎週土曜日の12:00 - 12:55（JST）に生放送されていた情報番組である。略称は「いつどこ」。

## 概要
奈良テレビ放送は地上デジタル放送の開始に備え、奈良市内に新社屋を建設した。2004年10月22日に竣工し、同年11月1日に本社機能を移転、2005年4月1日に放送センターも新社屋に移転した。この新社屋移転時には、スタジオの大型化及び増設や、自社での報道用ヘリコプター導入など、放送設備の充実化が図られた。この設備強化の際に自社で導入したハイビジョン対応の中継車を活用した番組が本番組である。
奈良県内各地から様々な話題をリポートする生中継を、番組のほぼ全編にわたって放送していた。現地とスタジオを中継で結び、中継先にいるリポーター2人がそれぞれ交互にリポートを行っていた。番組全体の進行は奈良テレビのL1スタジオからMCとアシスタントが行っていた。
2008年3月29日放送終了。同年4月19日からは、後継番組『まちかどヒルズ』がスタートした。本番組の番組内容のほとんどを継承し、本番組の中継リポーターだった藤井と谷口が引き続き出演していた。

## 出演者
最終回時点の出演者は以下の通り。

### MC
- 脇屋香名子

### アシスタント
- 真木ひろか

### 中継リポーター
- 谷口吉一
- 藤井日菜子

## 放送時間
- 毎週土曜日 12:00 - 12:55（55分間）